# The Chapeltown Rag
«The Chapeltown Rag» —en español: «El Trapo de la Capilla»—es una canción de la banda estadounidense de heavy metal Slipknot. Se lanzó como el primer sencillo de su próximo séptimo álbum de estudio  The End, So Far el 5 de noviembre de 2021.

## Antecedentes
En noviembre de 2021, la banda compró un nuevo dominio thechapeltownrag.com y comenzó a publicar varios fragmentos diferentes de una canción para provocar un nuevo lanzamiento. El 4 de noviembre de 2021 se anunció oficialmente la presentación de la nueva canción titulada "The Chapeltown Rag" que se lanzaría al día siguiente, el 5 de noviembre de 2021. El lanzamiento del sencillo coincidiría con el penúltimo show de Knotfest Roadshow en Los Ángeles, California, coencabezado por Bring Me the Horizon, donde la banda tocaría "The Chapeltown Rag" en vivo por primera vez.

## Composición y letra
"The Chapeltown Rag" ha sido descrito por los críticos como una canción de nu metal. La canción fue escrita por el líder Corey Taylor y el guitarrista principal Jim Root, mientras que coprodujeron la canción junto a Joe Barresi. La canción lleva el nombre de Peter Sutcliffe, que fue apodado principalmente como "El Destripador de Yorkshire". El título es una referencia directa a Chapeltown en Leeds, Inglaterra, donde Sutcliffe asesinó a una niña de 16 años. Muchos lugareños que vivían en el área se quejaron de cómo sentían que la canción era profundamente incómoda.